# Myrkos
Pour les articles homonymes, voir Myrkos.
Myrkos est une série de bande dessinée réalisée par Jean-Charles Kraehn et Miguel et éditée par Dargaud. Faute de succès, la série a été interrompue et le projet est considéré comme arrêté[source insuffisante].

## Synopsis
Dans un univers historique, le jeune Myrkos est élève en dernière année à la Scola impériale à Anétha. Il y apprend à reproduire les fresques et ornements, cloisonnés dans des couleurs et des proportions dites divines. L'apprenti ornemaniste fomente ainsi l'intrépide projet de dessiner la réalité profane, par la profondeur. Cette rébellion isolée contre le sacré s'inscrit en parallèle de celle d'un prêcheur Hrystos qui parle de Dieu unique. Si ce messie n'est pas encore apparu dans la série, le frère de Myrkos est parti sur ses traces…

## Les personnages
- Myrkos : Élève ornemaniste, le meilleur de sa promotion. Espiègle, insolent, rebelle et séducteur, il veut bouleverser la pratique de son art.
- Dhellou : Camarade de chambre et ami de Myrkos, il est naïf et influençable. Bercé dans l'adoration du sacré, son amitié pour Myrkos se révèle un dilemme permanent.
- Pyrtax : Béotien, responsable d'un bordel des bas quartiers. Son activité récurrente consiste à retrouver Myrkos qui se fait un malin plaisir de disparaître régulièrement.
- Carcantix : Maître à la Scola Impériale. C'est le plus extrémiste de tous les enseignants, convaincu du bien-fondé du caractère sacré de l'ornement. Il sera cause pour Myrkos de bien des tourments.
- Thalmis : Maître à la Scola Impériale. Sous sa sagesse se cache un passé non loin des aspirations de Myrkos.
- Taelia : Petite sœur d'une ancienne conquête de Myrkos, l'adolescente s'entiche du héros. Elle accompagne Myrkos dans une grande partie de l'histoire.

## Les albums
- 1 L'ornemaniste, Dargaud, octobre 2004
Scénario : Jean-Charles Kraehn - Dessin : Miguel - Couleurs : Patricia Jambers -  (ISBN 2205055232)
- 2 L'insolent,  (ISBN 2205056611), Dargaud
Scénario : Jean-Charles Kraehn - Dessin : Patricia Jambers - Couleurs : septembre 2005
- 3 Le rebelle, Dargaud, février 2007
Scénario : Jean-Charles Kraehn - Dessin : Miguel - Couleurs : Patricia Jambers -  (ISBN 978-2-205-05800-0)